# Gas 5
Gas 5 är ett album av den danska gruppen Gasolin' och gavs ut 1975.

## Låtlista
1. "Rabalderstræde" (Larsen-Jönsson/Gasolin'-M.Mogensen) - 4:56
2. "Fatherless Hill" (Larsen-Gasolin'/Larsen) - 4:15
3. "Lonesome Avenue" (Larsen) - 3:25
4. "Sjagge" (Pedersen-Gasolin'/Gasolin'-Mogensen) - 3:07
5. "Masser af success" (Larsen/Larsen-Mogensen) - 3:33
6. "Refrainet er frit" (Gasolin'/Gasoln'-Mogensen) - 4:13
7. "Kvinde min" (Larsen/Gasolin'-Mogensen) - 2.42
8. "1975" (Larsen/Gasolin'-Mogensen) - 3:32
9. "Sct. Emetri" (Larsen-Jönsson/Gasolin'-Mogensen) - 4:43
10. "Good Time Charlie" (Gasolin'/Gasolin'-Malone) - 3:59

## Medverkande
- Franz Beckerlee - gitarr, moog
- Kim Larsen - sång, kompgitarr
- Sören Berlev - trummor, percussion
- Wili Jönsson - bas, keyboard, sång

Dessutom medverkar:
- Anne Linnet och Lis Sørensen på "Lonesome Avenue", "Kvinde Min" och "Good Time Charlie"
- Rosita Thomas och Etta Cameron på "Good Time Charlie"
- Hugo Rasmussen (Röde Hugo) spelar golvbas på "Lonesome Avenue"